# Ulli Baum
Ulli Baum (Hamburg, 25 oktober 1958) is een Duitse jazzzanger, -gitarist en componist.

## Biografie
Baum studeerde jazzzang bij Silvia Droste en Judy Niemack en compositie bij Sigi Busch en Erwin Koch-Raphael. Hij zong in het jazzkoor Hello Music. Vanaf 2003 was de bariton leider en zanger van het a-capella-kwartet Blackbird. Hij werkte samen met het trio van Rainer Schnelle en nam daarmee zijn debuutalbum op, daarna concentreerde hij zich op bigband-swing en trad hij met de Jomfru-Fanny-Bigband uit Denemarken op. In 2006 kwam hij met zijn kwartet met pianist Leonid Volskiy, drummer Konrad Ullrich en bassist Felix Weigt met het album Joy & Spirit. Tegenwoordig (2017) treedt hij op met het trio TreeCole (met saxofoniste Carin Hammerbacher en contrabassist Manfred Jestel) op, alsook (in een duo) met Leonid Volskiy.

## Discografie
- Rainer Schnelle & Ulli Baum Sunny Side (Mons Records 2003)
- Joy & Spirit (Mons Records 2005)[3]